# Джесс, Оуэн
О́уэн Джесс (англ. Eoin Jess; род. 13 декабря 1970 года, Абердиншир, Шотландия) — шотландский футболист, полузащитник, известен по выступлениям за «Абердин» и сборную Шотландии.

## Клубная карьера
Джесс является воспитанником клуба «Рейнджерс», но в профессиональном футболе дебютировал в «Абердине», за который отыграл в общей сложности 13 сезонов, то есть большую часть своей карьеры. С «Абердином» Джесс завоевал ряд командных и личных титулов, получил вызов в национальную сборную. В 2000 году он перешёл в английский «Брэдфорд Сити», который в то время играл в Премьер-лиге, но уже на следующий год вылетел в первый дивизион. С тех пор Джесс больше в высших дивизионах не выступал, играя за английские клубы второго-четвёртого дивизионов. Закончил карьеру игрока в 2007 году в клубе «Нортгемптон Таун».

## Карьера в сборной
В составе национальной сборной Джесс дебютировал в 1992 году. Всего в составе сборной провёл 18 матчей, в которых забил 2 гола. Принимал участие в чемпионате Европы 1996 года.

## Достижения
- Обладатель Кубка Шотландии (1): 1989/90
- Молодой игрок года по версии футболистов ШПФА (2): 1991, 1993
- Лучший бомбардир Кубка обладателей кубков (1): 1993/94